# Eduard Prokosch
Eduard Prokosch, né le 15 mai 1876, mort le 11 août 1938, est un linguiste historique autrichien spécialisé dans les études indo-européennes et, plus précisément, proto-germaniques. 

## Biographie
Prokosch est né à Egra, Bohême (Cheb moderne, République tchèque) et étudie le droit à Vienne, passant l'examen du barreau avant d'émigrer aux États-Unis en 1898.
Prokosch enseigne la philologie allemande et germanique dans de nombreux établissements d'enseignement américains, dont l'Université de Chicago, l'Université du Texas, l'Université du Wisconsin à Madison, le Collège Bryn Mawr et l'Université de New York.
Prokosch termine sa carrière en tant que professeur Sterling de langues germaniques à l'Université Yale, au cours de laquelle il écrit son ouvrage le plus influent, A Comparative Germanic Grammar, qui ouvre la voie dans les domaines des études indo-européennes et germaniques. Il est mort dans un accident de voiture à New Haven, Connecticut  peu de temps avant la publication du livre en 1939.
Il est le père de Gertrude Prokosch Kurath (en), Frederic Prokosch et Walther Prokosch.